# Kriptolalija
Kriptolalija je svjesno ili nesvjesno zatajivanje jezikom koje se može ostvariti promjenom jezičnog izraza i semantičnim pomakom. 
Primjeri: jezik diplomacije, tajni jezici, argoji.